# 蓬沢長盛
蓬沢 長盛（よもぎさわ ながもり、生没年不詳）は、室町時代の武将。甲斐源氏武田氏支流の板垣氏支流武田重信の子。蓬沢氏の始祖。

## 出自
南北朝の争乱において、北朝方の安芸守護（信時流武田氏）武田信武は甲斐守護にも任命され、子の武田信成は甲斐守護代として父に先んじて甲斐国に入国し、康永2年（1343年）南朝方の甲斐守護（石和流武田氏）武田政義を滅亡させた。
貞和2年/正平元年（1346年）10月13日、武田信武は、甲斐国巨摩郡一条郷蓬沢（山梨県甲府市蓬沢および蓬沢町）内の地を一蓮寺へ寄進した。
石和流武田氏滅亡および甲斐一条氏没落によって、蓬沢長盛の父・板垣重信（官位：左衛門）は甲斐国を追われ、康安元年（1361年）までに若狭国に入国し、武田姓に復して武田重信（別名：源九郎）と称した。12月から翌年3月にかけて、太良荘で若狭守護の石橋和義の給人として活動した。
貞治5年/正平21年（1366年）、一色範光が若狭守護に就任し、小笠原長房が若狭守護代に任命されて若狭国に下向してくると、武田重信（官位：右京亮）は若狭小守護代に登用された。

## 生涯
応永3年（1396年）1月25日、武田重信（法名：浄源）の没後、子の武田長盛（後の蓬沢長盛）が若狭小守護代を継承した。
応永4年（1397年）9月17日、小笠原長房（法名：浄鎮/道鎮）の没後、子の小笠原長春（法名：明鎮）が若狭守護代を継承した。
小笠原明鎮が在京するようになると、若狭国に在国している武田長盛は、京に上洛する機会が増えた。本宗家である甲斐守護および安芸守護の武田氏一族と遭遇する機会も増えたため、武田姓を改めることにした。父の武田重信（または武田長盛自身）が甲斐国に在国時の居住地名、甲斐国巨摩郡一条郷蓬沢（山梨県甲府市蓬沢および蓬沢町）から、蓬沢長盛と称した。
応永6年（1399年）8月、若狭守護の一色詮範により、逃散の発生を理由に、若狭守護代の小笠原明鎮が、今富名代官から解任される。（ただし、若狭守護代職は継続）小笠原氏が守護権力を脅かすまで力をつけたことが一色氏に忌避された、一色氏内部の新旧家臣団の勢力争いなどが原因として挙げられている。
応永8年（1401年）、蓬沢長盛は若狭守に任官した。同年4月に出家して、蓬沢寿恩と称した。
応永13年（1406年）6月、一色詮範の没後、子の一色満範が若狭守護を継承すると、若狭守護一色氏と若狭守護代小笠原氏の対立は頂点に達した。
同年10月1日、小笠原明鎮が失脚（若狭守護代職の剥奪）すると、緊密な関係にあった蓬沢寿恩も小守護代の地位を逐われた。その後の動向は不明。